# Джаунпурский султанат
Джаунпурский султанат — мусульманское государство на территории Индии, существовавшее в северной части страны в 1399—1479 годах. Джаунпурский султанат выделился из состава Делийского султаната в период ослабления династии Туглакидов и вновь был возвращён в его состав при династии Лоди.

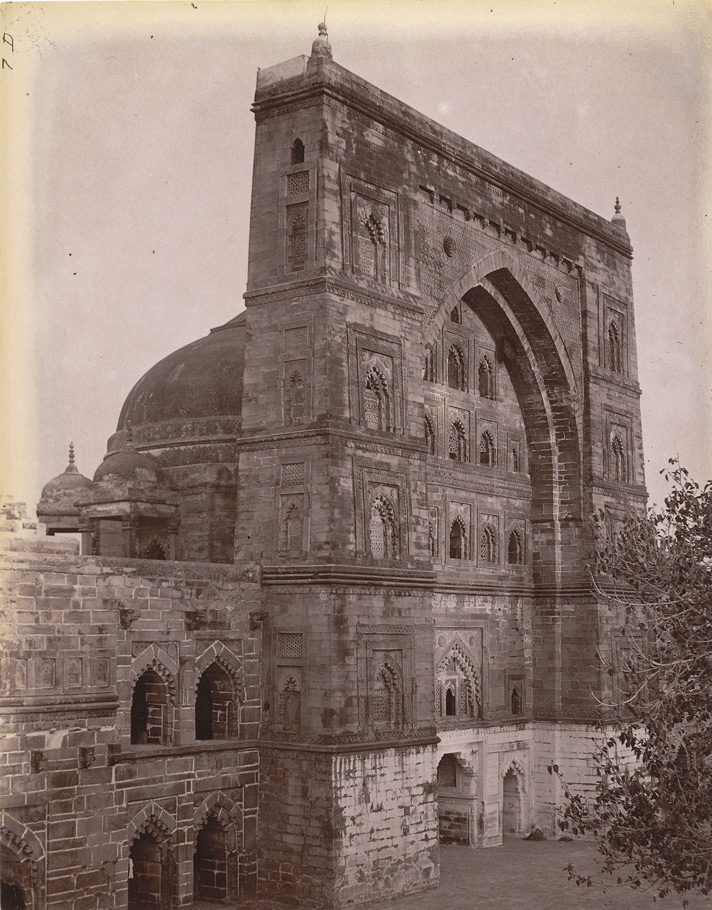
Мечеть Атала Масжид, возведённая султаном Ибрахим-шахом

## Возникновение султаната
Основателем Джаунпурского султаната был раб-евнух и визирь при делийском дворе Малик Сарвар, назначенный в 1394 году делийским султаном Махмуд-шахом III Туглакидом наместником региона по среднему течению Ганга с центром в Джаунпуре. По приказу Махмуд-шаха III Малик Сарвар завоевал Ауд (1394), за что получил от султана пышный титул «Малик-аш-Шарк» (ملک الشرق — «Повелитель Востока»). В результате вторжения Тамерлана в Северную Индию и последовавшего разгрома Делийского султаната в 1398—1399 годах Малик Сарвар стал фактически независимым правителем и принял титул «Атабег-и-Азам», хотя формально продолжал признавать власть Дели. Приемный сын и наследник Малика Сарвара Мубарак-шах (1399—1402), основатель династии Шарки, добился привилегии чеканить собственную монету, после чего приказал читать хутбу только от своего имени, не упоминая делийского султана, и принял титул «Султан аш-Шарк» («Султан Востока»).

## Расцвет султаната

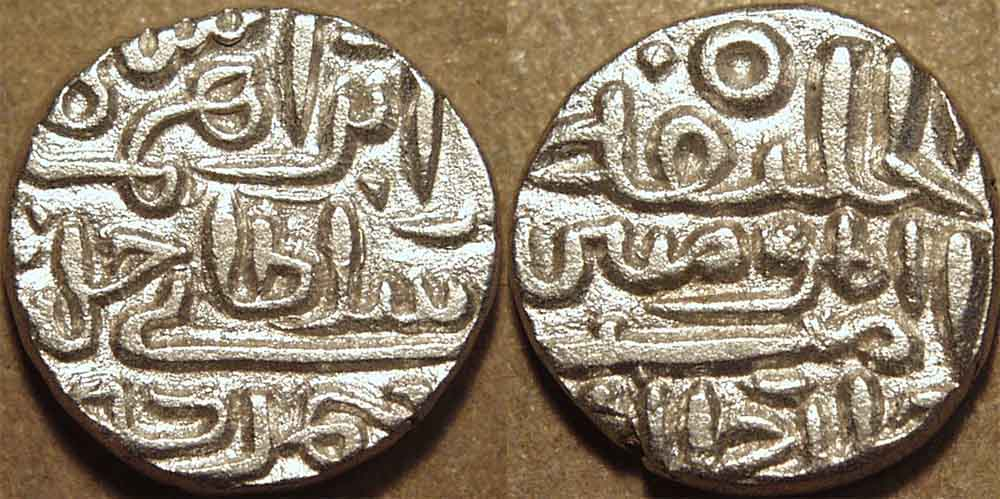
Серебряная монета султана Ибрахим-шаха Шарки

Наибольшего расцвета Джаунпурский султанат достиг в период правления Ибрахим-шаха (1402—1440), при котором город Джаунпур стал признанным центром науки и искусства и славился своими архитектурными шедеврами. В Джаунпуре сформировалась собственная неподражаемая школа мусульманской архитектуры. Современники называли Джаунпур того периода «Индийским Ширазом».
При султане Ибрахим-шахе территория Джаунпурского султаната достигла своего максимума, его власть распространялась на Бихар, Ауд, Каннаудж и Бараич. Преемники Ибрахим-шаха начали долгую и тяжелую войну с Делийским султанатом совершали успешные набеги на близлежащие страны. Джаунпур располагал в это время одной величайших армий в Индии.

## Война с Дели и конец султаната
В начале 1450-х годов султан Махмуд-шах (1440—1457), воспользовавшись тем, что делийский султан Бахлул-хан Лоди был занят в походе на Мултан, при поддержке сторонников свергнутого делийского султана Алам-шаха Сайида предпринял поход на Дели. Бахлул-хан спешно вернулся в Дели и принудил Махмуд-шаха отступить.
Последний султан Джаунпура Хусайн-шах (1458—1479) вёл войну с Делийским султанатом в течение всего своего правления, пытаясь восстановить на престоле династию Саййидов. Армия Хусайн-шаха дошла до Дели, осадила город, но потерпела поражение. В 1477 году в решающей битве при Калпи султан Хусайн-шах потерпел сокрушительное поражение и бежал в Каннаудж. В 1479 году султан Дели Бахлул-хан Лоди вновь разгромил войска Хусайн-шаха и осадил Джаунпур. Хусайн-шах бежал в Бенгалию, а Джаунпур вошел в состав Делийского султаната.

## В составе Делийского султаната
Присоединив Джаунпурский султанат, Бахлул-хан чуть позже назначил наместником этой провинции своего старшего сына Барбак-шаха. Когда в июле 1489 года преемником умершего Бахлул-хана стал его третий сын Сикандар-шах Лоди, наместник Джаунпура Барбак-шах поднял мятеж и объявил себя независимым правителем. Сикандар-шах предпринял успешный поход на Джаунпур, в результате которого Барбак-шах признал его власть и был оставлен в должности джаунпурского наместника. В «помощь» Барбак-шаху было назначено несколько преданных Сикандар-шаху афганских чиновников.
Вскоре Барбак-шах столкнулся в внутренним противостоянием могущественны джаунпурских заминдаров, открыто вышедших из повиновения наместнику. Сикандар-шах вновь явился во главе войска в Джаунпур, сместил Барбак-шаха с должности под предлогом того, что тот фактически утратил контроль над провинцией, и заключил его в тюрьму. В это время мятежные заминдары призвали свергнутого султана Хусайн-шаха Шарки вновь занять престол Биджапура. Хусайн-шах выступил во главе большого войска, однако был разбит Сикандар-шахом и бежал в Бенгалию, где и провел последние годы своей жизни.
В следующий раз Джаунпур стал центром волнений при наследнике Сикандар-шаха султане Ибрахим-шахе Лоди (1517—1526), быстро настроившем против себя и могущественную афганскую знать и крупных индийских заминдаров. Пыталась ограничить власть султана Ибрахим-шаха, мятежная знать провозгласила его брата Джалал-шаха султаном Джаунпура. Однако Джалал-шах не смог надолго удержаться у власти в Джаунпуре и бежал в Гвалиор. После захвата Ибрахим-шахом Гвалиора Джалал-шах был схвачен и убит.